# Petit-duc de Grant
Ptilopsis granti
Espèce
Synonymes
- Pisorhina leucotis granti Kollibay, 1910
(protonyme)
- Scops erlangeri Ogilvie-Grant, 1906
- Ptilopsis erlangeri (Ogilvie-Grant, 1906)

Statut de conservation UICN

 LC  : Préoccupation mineure
Statut CITES
Le Petit-duc de Grant (Ptilopsis granti) est une espèce d'oiseaux de la famille des Strigidae.

## Répartition
Cette espèce vit en Afrique.